# Ferring

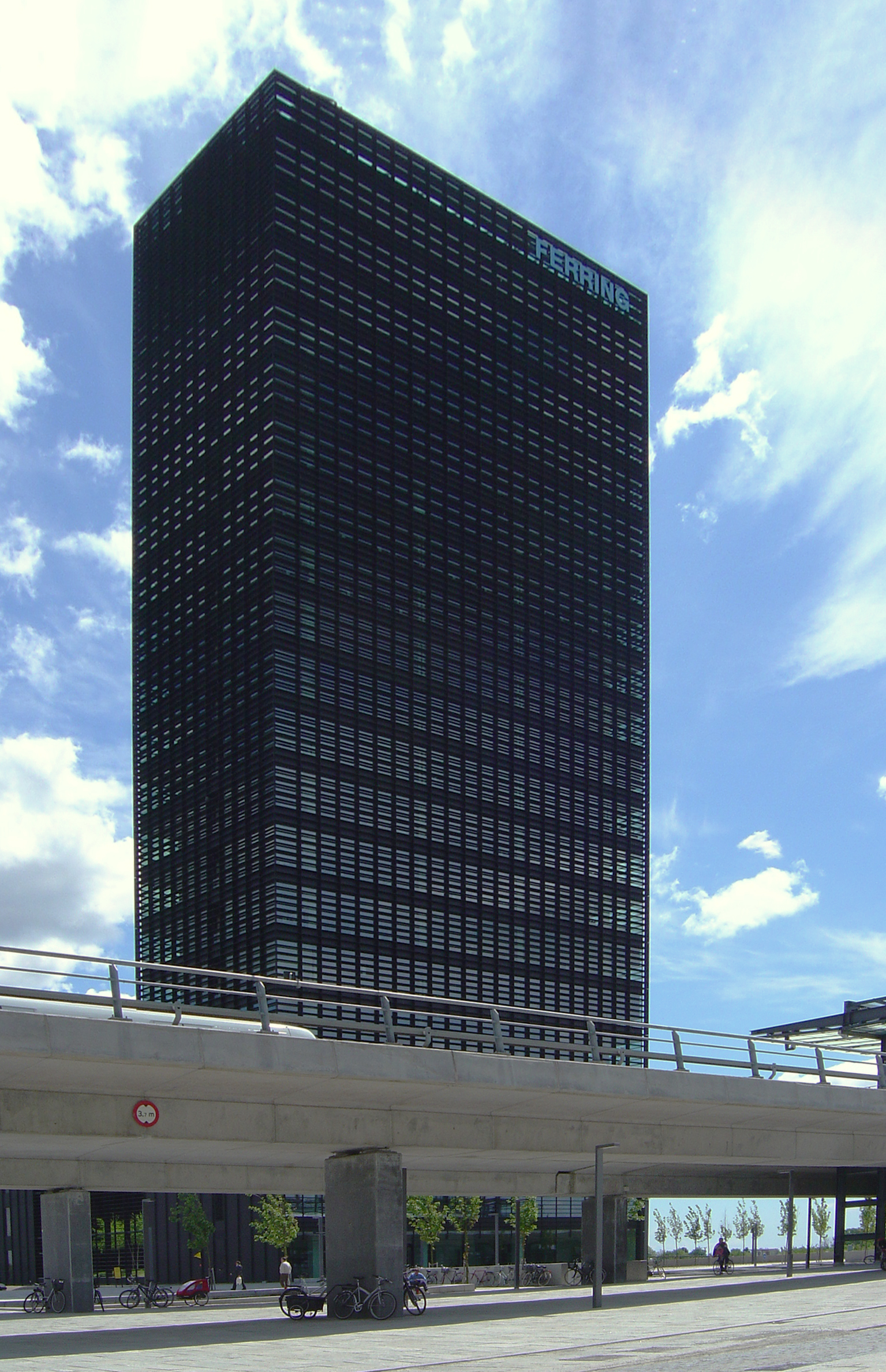
Ferring Pharmaceuticals im Ørestad, Amager, Kopenhagen.

Die Ferring Holding S.A. mit Sitz in Saint-Prex und Wurzeln in Schweden ist ein international tätiges Schweizer Pharmaunternehmen, das Arzneimittel entwickelt und vermarktet. Es konzentriert sich überwiegend auf die Erforschung und Herstellung von Arzneimitteln auf der Basis von Peptiden.
Das Unternehmen beschäftigt weltweit rund 5.000 Mitarbeiter, davon 650 in der Schweiz und erwirtschaftete 2015 einen Umsatz von 1,5 Milliarden CHF. Ferring vertreibt seine Produkte weltweit in 60 Ländern. Das Unternehmen befindet sich über die 1988 gegründete Dr. Frederik Paulsen Foundation vollständig in Privatbesitz und wird von Frederik Paulsens Sohn Frederik Paulsen jun. geführt.

## Geschichte
Das Unternehmen wurde 1950 unter dem Namen Nordiska Hormon Laboratoriet vom deutschstämmigen Frederik Paulsen in Malmö, Schweden, gegründet und 1954 in Ferring umbenannt. Der Firmenname leitet sich von der Nordseeinsel Föhr ab, woher Paulsens Eltern stammen.
Mit der kommerziellen Synthese von Hormonen, der Produktion von ACTH und anderen Hormonen der Hypophyse war Ferring in den 1950er und 1960er Jahren einer der Pioniere in diesem pharmazeutischen Bereich. Ein entscheidender Schritt war die damalige Entwicklung des Wirkstoffs Desmopressin, der unter dem Handelsnamen Minirin bis heute bei Diabetes insipidus und Enuresis (Bettnässen) eingesetzt wird.
Gegenwärtig liegt der Schwerpunkt bei Forschung und Entwicklung auf der Therapie mit synthetischen Peptiden einschließlich der Galenik und der Herstellung der Arzneimittel. Auf dieser Basis hat sich Ferring heute auf die therapeutischen Gebiete Fertilität, Urologie, Gastroenterologie, Endokrinologie und Geburtshilfe spezialisiert.

## Produkte
Ferring vertreibt u. a. folgende Medikamente (Wirkstoff in Klammern):
- Bravelle (Urofollitropin) – Zur Behandlung von der weiblichen Unfruchtbarkeit
- Cortiment (Budesonid) – Zur Behandlung von Colitis ulcerosa
- Firmagon (Degarelix) – Zur Behandlung des Prostatakarzinoms
- Menogon (Menotropin) – Zur Behandlung der weiblichen Unfruchtbarkeit
- Minirin (Desmopressin) – Zur Behandlung von Enuresis und Diabetes insipidus
- Pabal (Carbetocin) – Vorbeugung gegen Uterusatonie nach Kaiserschnittgeburt
- Pentasa (Mesalazin) – Zur Behandlung von chronisch entzündlichen Darmerkrankungen (CED)
- Tractocile (Atosiban) – zur Unterdrückung der Wehentätigkeit (Tokolyse)
- Zomacton (Somatropin) – Zur Behandlung von Wachstumsstörungen

## Ferring in Deutschland
Als eine der ersten Tochtergesellschaften wurde die Ferring Arzneimittel GmbH 1956 in Deutschland, 6 Jahre nach der Muttergesellschaft, gegründet. Der Firmensitz wurde 1973 von Düsseldorf nach Kiel verlegt. Zurzeit arbeiten hier insgesamt etwa 325 Mitarbeiter.

## Ferring-Stiftung
Die Ferring-Stiftung wurde von Frederik Paulsen 1988 gegründet. Stiftungs-Zweck ist neben der Pflege und Förderung der friesischen Sprache (Fering) und Kultur auch die Erforschung der Lebensbedingungen auf Föhr und der Region.